# سرفر رسبكت
ريسبكت (بالإنجليزية: Respect) هو سيرفر ألعاب إلكتروني مخصص لنمط الرول بلاي (CFW ) على منصة فايف إم (FiveM)، ويستهدف اللاعبين الناطقين بالعربية. تأسس السيرفر عام 2020، ويُعد من أبرز الخوادم العربية في الشرق الأوسط والعالم، حيث يحظى بجمهور واسع ومجتمع نشط على مختلف منصات التواصل الاجتماعي.

## نبذة
يهدف سيرفر "ريسبكت" إلى تقديم تجربة لعب استثنائية تركز على التفاعل الاجتماعي والمحاكاة الواقعية. ويُعرف السيرفر بجديته في تطبيق قوانين الرول بلاي وسعيه إلى توفير بيئة ممتعة وآمنة للمستخدمين. يجمع السيرفر بين اللاعبين، وصنّاع المحتوى، والمشاهدين في بيئة رقمية تفاعلية.

## المجتمع والتفاعل
يضم مجتمع ريسبكت أكثر من 200 ألف عضو على مختلف المنصات، مع قاعدة جماهيرية تشمل أكثر من 170 ألف متابع، و60 ألف متابع على منصة تويتر. كما يمتلك حضورًا قويًا على منصات البث مثل Kick.com، حيث يُخصص له قسم خاص داخل المنصة لبث الأحداث المباشرة.

## المنصات
ينشط سيرفر ريسبكت على العديد من المنصات الرقمية، من بينها:
- ديسكورد – المجتمع الرئيسي والدعم الفني.
- تويتر – نشر الأخبار والتحديثات.
- Kick.com – بثوث مباشرة ومحتوى حيّ.

## القوانين
يتبع السيرفر مجموعة من القوانين الصارمة لضمان الاحترام والمتعة بين اللاعبين، ويقوم بتنظيم سير اللعبة بشكل عادل وشفاف. وتشمل القوانين قواعد التعامل، استخدام الصوت، وأسلوب اللعب.

## صناع المحتوى
يلعب المؤثرون وصناع المحتوى مثل اليوتيوبر و الستريمر و أحد مؤسسي سيرفر رسبكت مفرح عسيري الملقب بدربحه دورًا كبيرًا في تعزيز تجربة اللعب داخل السيرفر، حيث يقومون ببث جلساتهم المباشرة وتوثيق الأحداث داخل العالم الافتراضي، مما يزيد من التفاعل بين اللاعبين والجمهور.

## الوظائف والمتجر
يوفر السيرفر منصات لتقديم طلبات التوظيف داخل السيرفر، بالإضافة إلى متجر خاص يتيح للمستخدمين الحصول على خدمات إضافية أو ميزات داخل اللعبة.

## عملة السرفر
في سرفر ريسبكت بالإضافة إلى المال الإفتراضي الذي يتحصل عليه اللاعب من عمله داخل اللعبة ، يمكن أيضا أن يتحصل على آر تي كوين (RT Coin) يستطيع إستخدامها في بعض المهام مثل المزادات ...إلخ

## وصلات خارجية
- الموقع الرسمي لسيرفر ريسبكت
- صفحة الديسكورد الرسمية
- حساب السيرفر على تويتر
- صفحة البث المباشر على Kick.com